# Parque Cielos del Sur

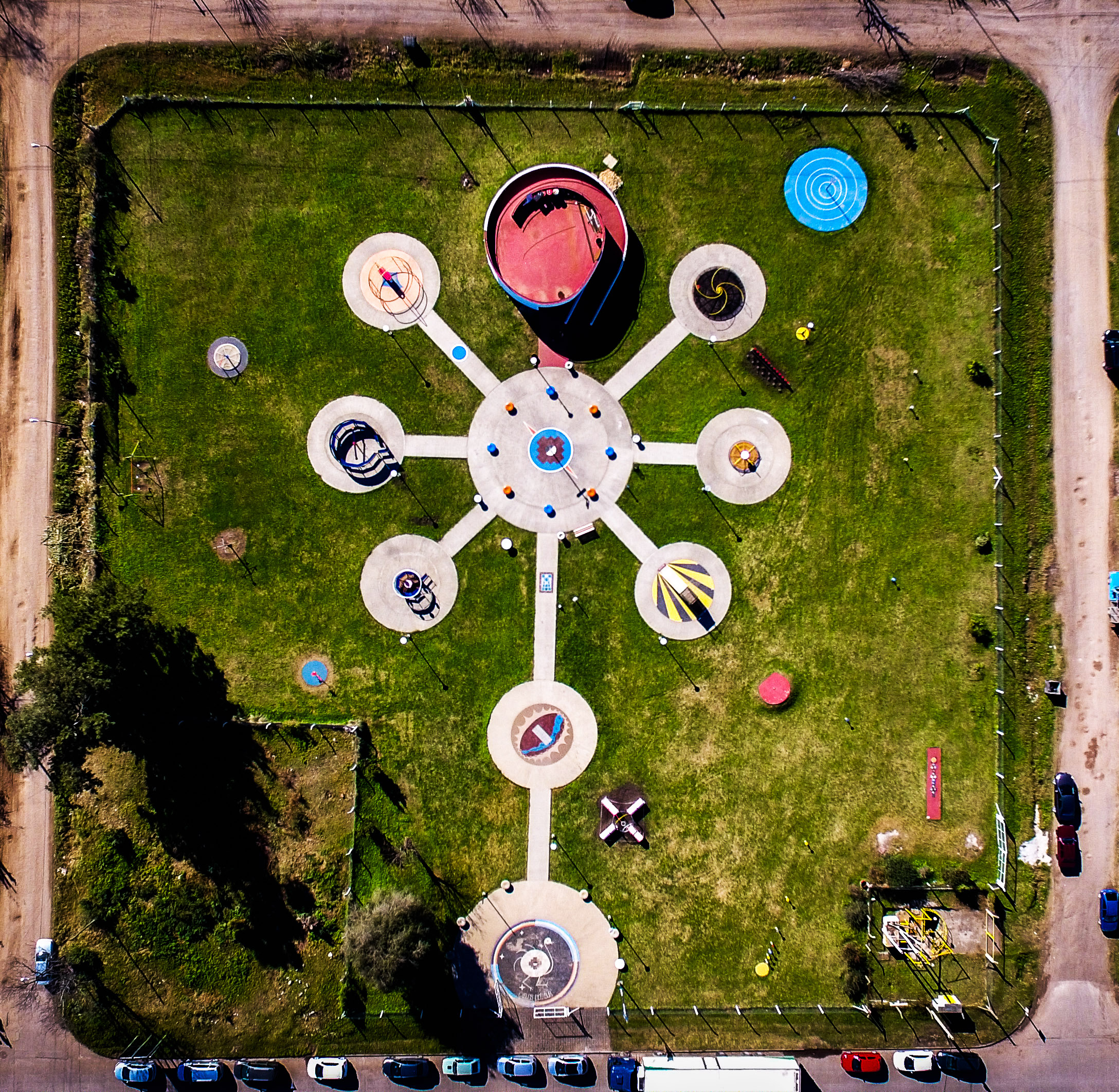
Foto aérea del Parque Cielos del Sur (Chivilcoy, Bs As).

El Parque Cielos del Sur es un parque temático ubicado en la Ciudad de Chivilcoy, provincia de Buenos Aires, Argentina, inaugurado el 18 de abril de 2013.
El nombre elegido para el parque se relaciona con su emplazamiento geográfico: está ubicado al sur de la ciudad, en el sur de América y en el Hemisferio Sur y son sus cielos el recurso que potencia este emprendimiento lúdico educativo que cuenta con dieciocho áreas temáticas.

## Historia
El 18 de octubre de 1984, por una iniciativa del profesor Armando Eugenio Zandanel, a través de la ordenanza N.º 1973 del Honorable Concejo Deliberante, se fundó el Instituto Municipal de Estudios Científicos y Técnicos (IMEC). Posteriormente, el profesor Zandanel, su creador y organizador, fue designado director de dicho instituto, mediante un sistema de concurso público, de oposición, títulos y antecedentes, según lo establecido, de un modo expreso, por el artículo 2.º de la citada ordenanza 1973.
A lo largo de varias décadas el Instituto Municipal de Estudios Científicos y Técnicos promovió y fomentó un amplio conjunto de actividades, didácticas y educativas: charlas en establecimientos de enseñanzas, talleres, cursos de astronomía, investigaciones y trabajos prácticos, ferias de ciencias, divulgación de conocimientos, sobre el sistema planetario y el universo, la utilización de la energía solar, entre otras. El Instituto editó también un boletín informativo llamado “Vientos de Futuro” y comenzó a organizar, con una apreciable adhesión y una significativa resonancia en el seno de nuestra comunidad, el titulado Congreso Prociencia, que fue contando en sus sucesivas ediciones con la participación de distintas personalidades del mundo académico y catedráticos de nivel nacional e internacional.
Surge en la década de 1990, la necesidad de acotar un proyecto de parque temático para obtener como resultado estudios e investigaciones en didáctica de la astronomía y promover la apropiación de conocimiento usando el juego como recurso.
Es el mismo profesor Zandanel quien impulsó la creación del Parque temático “Cielos del Sur”, ubicado sobre la Av. 22 de Octubre entre las calles Argentino Galván y Mariano Benítez donde, en forma frecuente, se llevan a cabo numerosas labores educacionales.
El parque Cielos del Sur es la primera plaza educativa de carácter lúdico que funciona en la Argentina y cuenta con una importante relevancia cultural que fue reconocida internacionalmente, destacando la labor educativa que se realiza allí en el campo de la Astronomía.

## Trayectoria del ideólogo del Parque Cielos del Sur
El profesor Armando Eugenio Zandanel, nacido en 1957, cursó estudios de profesorado en el Instituto de la ciudad de Mercedes, dentro del área de Matemática, Física y Astronomía, graduándose de docente. Hombre de múltiples inquietudes, hubo de editar también varios libros sobre su especialidad, como por ejemplo: el volumen “Primera Luz”, en tres tomos, dedicado a la enseñanza de la Ciencia y la Técnica en la escuela, A investigar, se aprende investigando”, "Astronomía Construida", "Manual de Astronomía", "Introducción a la Física" y varios libros más.
Comenzó su vínculo con el municipio de Chivilcoy en el año 1983, sirviendo de nexo en su rol de docente, entre comunidad científica y los jóvenes de la ciudad. En ese entonces comienza a desarrollar una serie de talleres, como  “Taller de inventos”, “Taller de vida alternativa”, “Taller de meteorología”, “Taller de astronomía”, propuestas extracurriculares que lograban convocar un considerable número de jóvenes, además de proyectos de: uso racional de la energía, Astronomía para todos, Estación meteorológica, etc.
Desde ese ámbito es que se comienza a pensar en disponer de un lugar más alejado del centro de la ciudad donde la actividad pudiera ser cotidiana y en cualquier horario; especializado en la astronomía y su enseñanza. Y surge, en ese contexto, el proyecto Parque Cielos del Sur.

## Proyecto y construcción
En octubre de 1995, durante la reunión de la Red Unesco, se presentó por primera vez la idea que tuvo el respaldo del Ing. Eduardo Abervuj. Poco tiempo después las autoridades municipales tuvieron en su poder una carpeta del proyecto de una plaza educativa. En 1996 el proyecto es declarado de interés municipal, pero sin ningún atisbo de poder concretarse, y así, año tras año.
A partir de 2006 el IMECT recibió la instrucción de buscar terrenos en distintos puntos de Chivilcoy que se adaptaran a la concreción del proyecto. Cada oportunidad requería adaptaciones al proyecto original.
Finalmente, el proyecto tomó forma licitable en 2011 y el gobierno del entonces Intendente Aníbal Pitelli (FPV) emprendió la obra en un terreno reservado a espacio público. La esperada inauguración se concretó el 18 de abril de 2013, en su primera etapa.
Aún continúa amplíandose la propuesta a través de la construcción de nuevos juegos didácticos que complementan los que ya existen, quedando pendiente la construcción de la segunda etapa.

## Logo

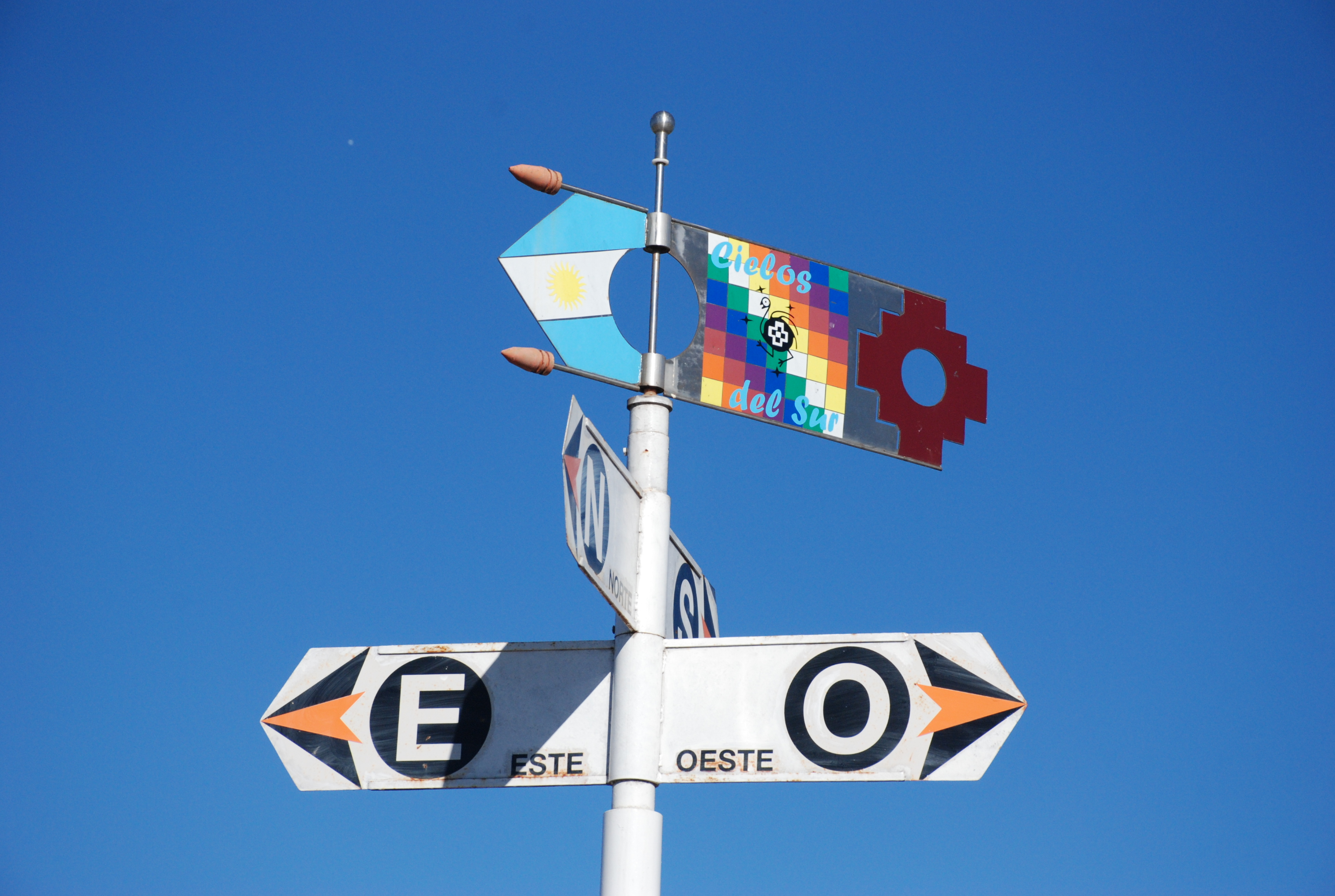
Logo Parque Cielos del Sur

El logo que identifica al parque incluye a la constelación característica de estos cielos: la Cruz del Sur, y al avestruz americano al que los pueblos originarios de Sudamérica asociaban a las estrellas de la Cruz del Sur bajo los nombres de Ñandú, Surí, Choique, Amanic, y otros. Algunas etnias relacionaban las estrellas que marcan el rumbo sur con la huella que va dejando este animal, otras las asocian a la cabeza, el cuerpo o la pata. Distintos nombres, distintas historias, un mismo animal que les aportaba plumas para abrigos y atuendos, carne para comer y huesos para fabricar herramientas.
Dentro del parque y en alguna documentación se incluye a la Chacana (cruz andina), íntimamente relacionada con la Cruz del Sur, por ser el instrumento adecuado para rescatar las formas de medida, la matemática, el calendario y la cosmología de quienes habitaban Sur América hace miles de años.

## Actividades
Las actividades que se realizan actualmente están vinculadas con la divulgación de la Astronomía en particular y de la Ciencia en general a partir de charlas y talleres y de las Jornadas Prociencia que ya cuenta con veinticuatro ediciones.
Además, los docentes solicitan la visita al parque adecuándola al diseño curricular de sus materias y al diseño didáctico de sus clases.

## Descripción del Parque y sus juegos
Al parque se ingresa por la Av. 22 de Octubre a la altura del 630.

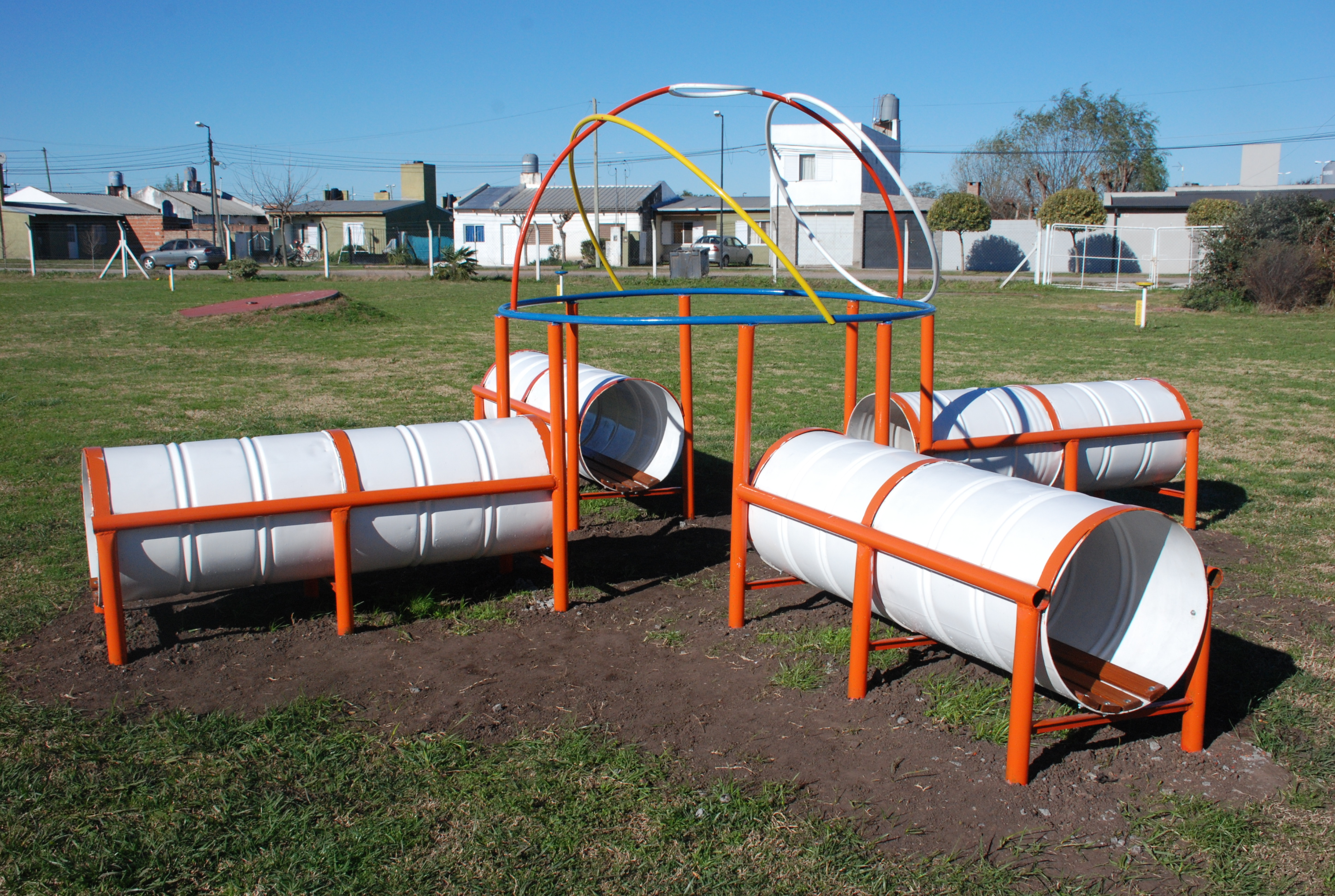
Uno de los juegos astronómicos del Parque Cielos del Sur, Chivilcoy, provincia de Buenos Aires.

En el playón de recepción se encuentra plasmada una imagen representativa de este espacio y de los cielos del sur: la constelación de la Cruz del Sur, el animal asociado a ella en los mitos y leyendas originarios, la Chacana con su significado astronómico, matemático y cosmológico, la bandera de la nación argentina y la de los pueblos originarios.

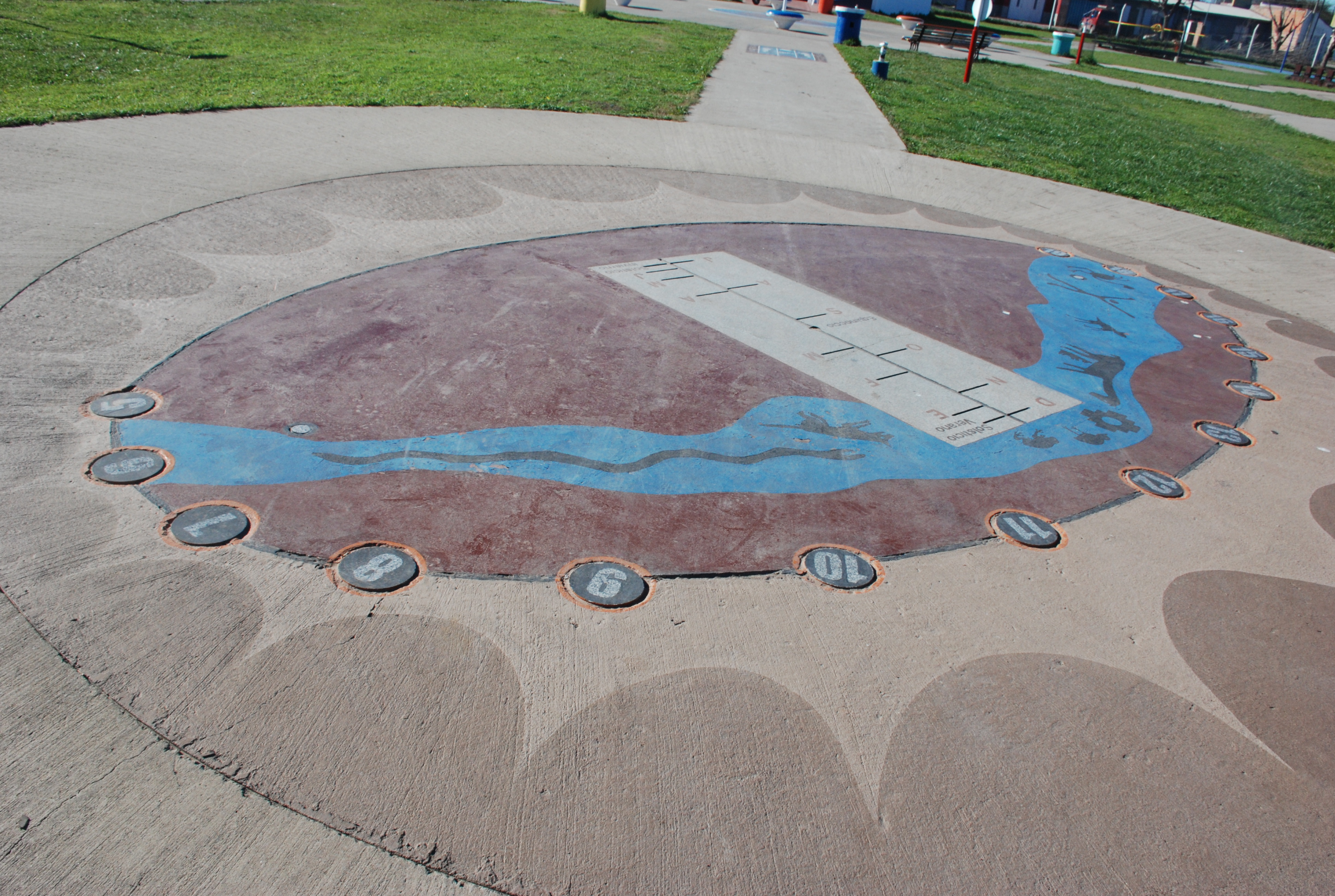
Reloj analemático

Al comenzar el paseo por el parque, el camino principal conduce a la primera estación: el reloj analemático, un reloj de sol interactivo donde la sombra del visitante señala la hora solar en la que inicia la visita diurna. Es un reloj de sol horizontal, en el que el estilo es el propio visitante y donde las horas están trazadas sobre una elipse, en el centro de la cual hay una placa en la que figuran los meses del año. El visitante debe pararse con sus pies repartidos respecto a la línea central y sobre el mes que corresponda a la época de la visita. Es un instrumento didáctico que nos permite evocar los estrechos lazos que unen el ritmo de nuestra vida al movimiento de la gran maquinaria del Universo: la rotación de la Tierra sobre su eje y alrededor del Sol, el recorrido aparente del sol en el cielo, el ritmo de las estaciones. Con él podemos determinar la hora solar y discutir las correcciones necesarias para determinar la hora oficial Argentina. Comprobar la regularidad en el movimiento de las sombras y comprender el funcionamiento de los relojes de sol.
Continuando el camino se llega a la segunda estación, la plazoleta central caracterizada por 8 bancos ubicados en dirección a los puntos cardinales y los puntos intermedios, al sentarse en los mismos mirando en dirección contraria al centro se reconstruye la línea del horizonte.
En el centro una columna culmina en una veleta temática, en la que aparecen el logo del parque, las proporciones matemáticas que se resumen en la cruz cuadrada, la bandera Argentina y la Wiphala. La verticalidad de la columna ofrece la posibilidad de observar los cambios de longitud y dirección que sufre su sombra a lo largo del día, causados por el giro de la Tierra. Las sombras de mediodía, sobre el camino Norte Sur, permiten generar sobre el mismo un calendario. La esfera ubicada en lo alto de la columna se encuentra a 4,10 m del suelo, lo que permite utilizar el gnomón central en determinaciones tales como el radio de la Tierra utilizando el método de Eratóstenes.
En el piso de la plazoleta central, se repite la cruz cuadrada con sus colores y orientación originales.
El camino de ingreso termina en una edificación cilíndrica apodada observatorio ya que desde su terraza se ofrece una visión del cielo libre de grandes obstáculos. En su interior es un espacio que permite realizar un taller, proyectar una película o hacer funcionar un planetario.

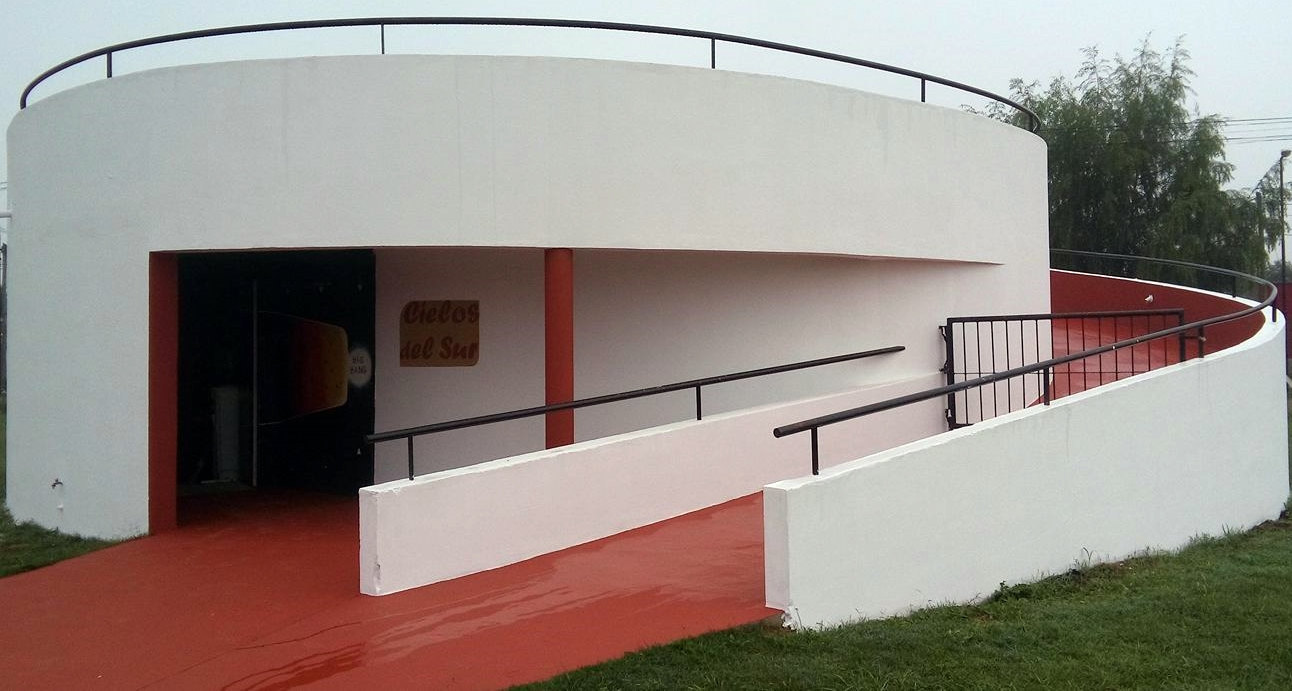
Observatorio de Parque Cielos del Sur

Todos los caminos están orientados y conducen a los principales juegos u objetos. Uno de ellos resulta muy especial ya que su trazo es de norte a sur y se constituye en la línea meridiana del parque, dividiéndolo en oriente y occidente y definiendo claramente los cardinales norte y sur

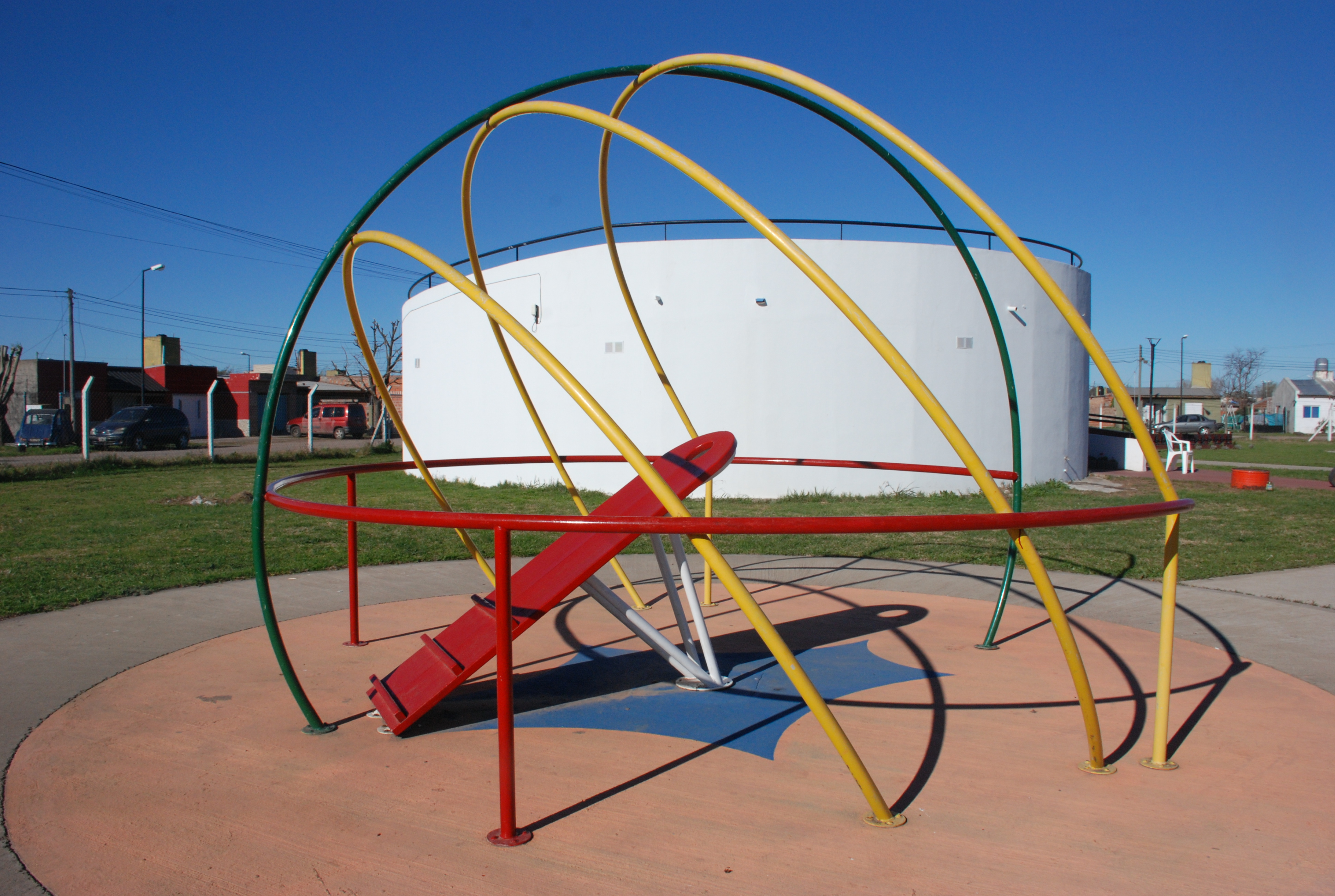
Observatorio de los recorridos del Sol del Parque Cielos del Sur, Chivilcoy, provincia de Buenos Aires

La tercera estación la encontramos en el extremo norte del camino meridiana: el observatorio de los recorridos del Sol, se trata de una esfera celeste que sólo incluye los recorridos aparentes del sol en tres fechas del año para la ciudad de Chivilcoy: el solsticio de invierno, los equinoccios y el solsticio de verano.
En el centro hay una rampa inclinada en dirección al polo sur celeste, si se tiende sobre ella, de modo que la cabeza quede situada en el orificio superior quedará con el cuerpo paralelo al eje terrestre. En esa posición,hay varios círculos que rodean: el horizonte, a la altura de los ojos, el círculo meridiano, que va de norte a sur y tres paralelos. El mayor de ellos, el que alcanza mayor altura, es el recorrido aparente del Sol en el parque el día del solsticio de verano, el intermedio corresponde a los recorridos en los dos equinoccios de primavera y de otoño y el más pequeño es el del solsticio de invierno.
Sobre el mismo camino, en el extremo sur encontramos la cuarta estación: la rampa tobogán. Es un espacio de múltiples usos ya que en principio, un tobogán es un juego gravitatorio que permite mostrar cómo la energía potencial gravitatoria que se acumula al trepar a la parte más alta, se transforma en energía cinética (de movimiento) al caer por la superficie inclinada. Al estar orientado, y convenientemente inclinado, su dos rampas cumplen la función de observatorio nocturno: la que mira al norte permite contemplar el ecuador celeste y la que mira al sur al polo sur celeste. Tres tubos adosados a la misma permiten marcar en el suelo los solsticios y equinoccios, al proyectar la luz solar sobre el piso en estos días especiales.
Alineado con este juego, algunos metros al sur se encuentra la quinta estación: el globo terráqueo paralelo. Es un modelo de nuestro planeta Tierra. Sirve para, además de saber cómo son en realidad las distancias y las formas de los continentes y océanos, construir una visión espacial del mundo. El eje del modelo está inclinado respecto de la horizontal un ángulo que coincide con la latitud del lugar. Una de las consecuencias inmediatas de esta disposición es que, sobre la superficie de un GTP expuesto al Sol, es posible observar cómo éste produce la misma iluminación que causa sobre la Tierra y, además, en el mismo tiempo. También puede identificarse en un GTP iluminado en qué zonas de nuestro planeta amanece y se oculta el Sol, en qué sitio se encuentra en el cenit, qué tipo de sombras produce en diferentes partes del mundo, entre otros rasgos.

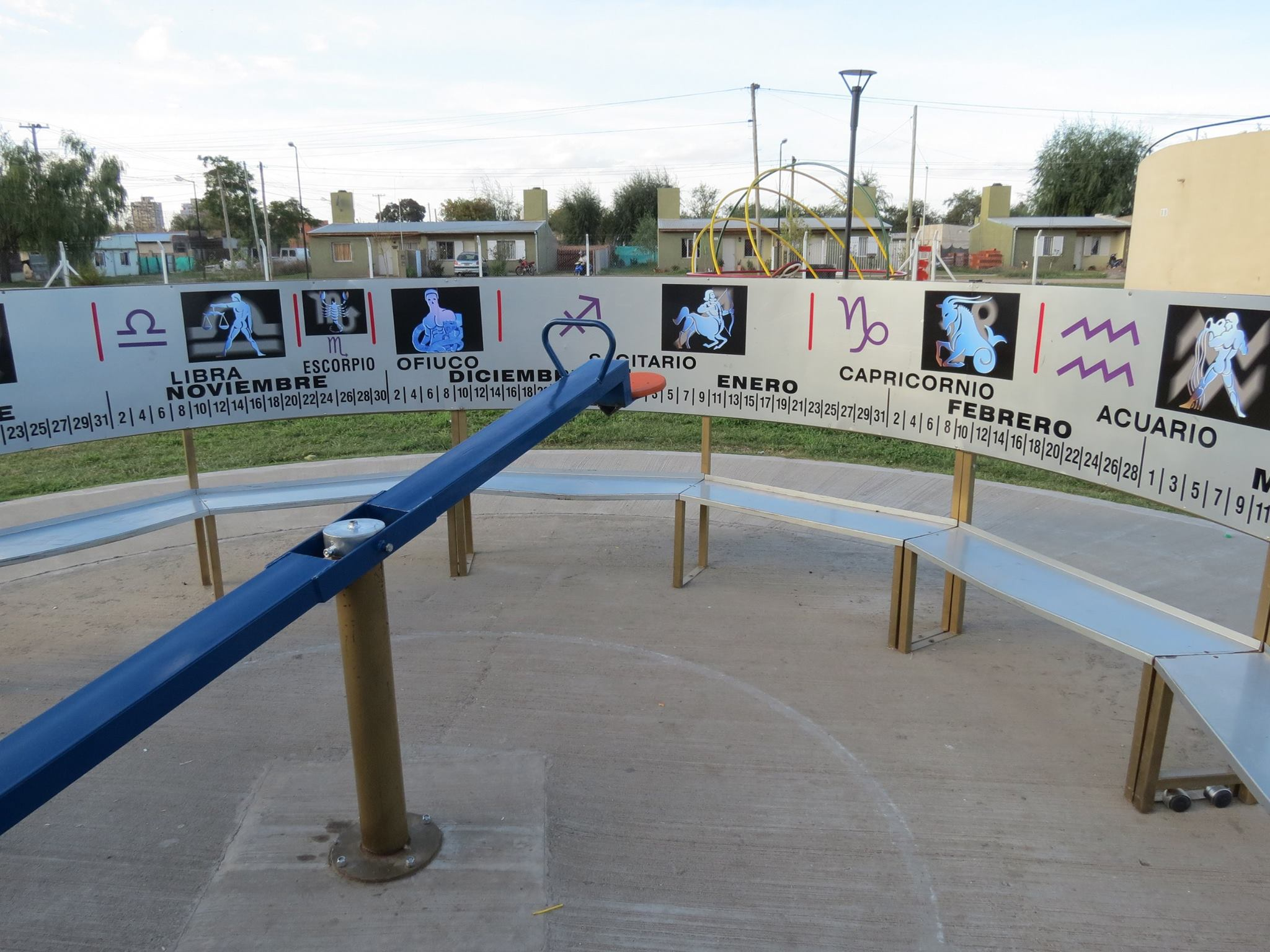
Calesita Zodiacal

El resto del parque puede ser recorrido de la forma que se prefiera, atendiendo a los contenidos que se quieran tratar durante la visita. Sobre la red de caminos encontraremos al noroeste la Calesita Zodiacal, que es en realidad un sube y baja, que tiene la capacidad de rotar. Con el sol en una posición central, los asientos permiten representar la posición y movimiento de la Tierra a su alrededor. La zona de bancos muestra las constelaciones y los signos del zodiaco permitiendo demostrar que entre ellos existe una diferencia profunda. Al usar la calesita se puede observar la trayectoria aparente del Sol a través de las constelaciones y discutir el fenómeno de la precesión.
Permite también reconocer qué constelaciones están visibles en cada época del año y cuáles no, por estar escondidas tras el brillo del Sol.
Al sudeste se encuentra la Calesita estelar. Los movimientos de la Tierra hacen que la constelación parezca dar una vuelta al Polo Sur Celeste en un día y para una misma hora, una vuelta en un año. La combinación de estos dos movimientos permite construir un dispositivo que admite, a partir de observar la posición de la Cruz del Sur en el cielo, compararla con las posiciones y escalas que dispone la calesita y de ese modo determinar la hora aproximada de la observación, o el mes en que la misma se está realizando. La mano de este exclusivo reloj se compone de las dos estrellas del brazo mayor de la Cruz del Sur, si continuamos en el sentido de la más brillante, encontramos el PSC.

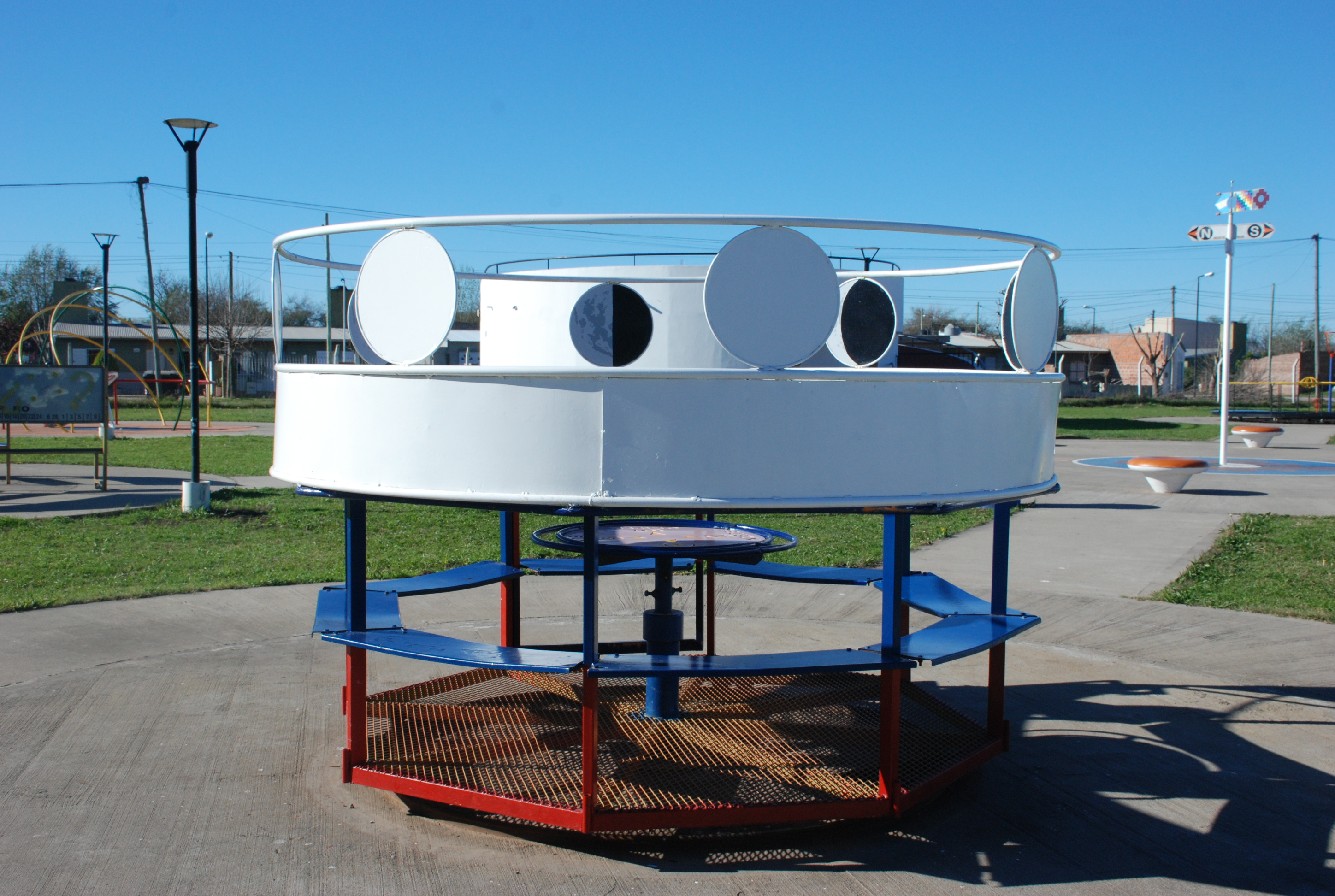
Calesita lunar

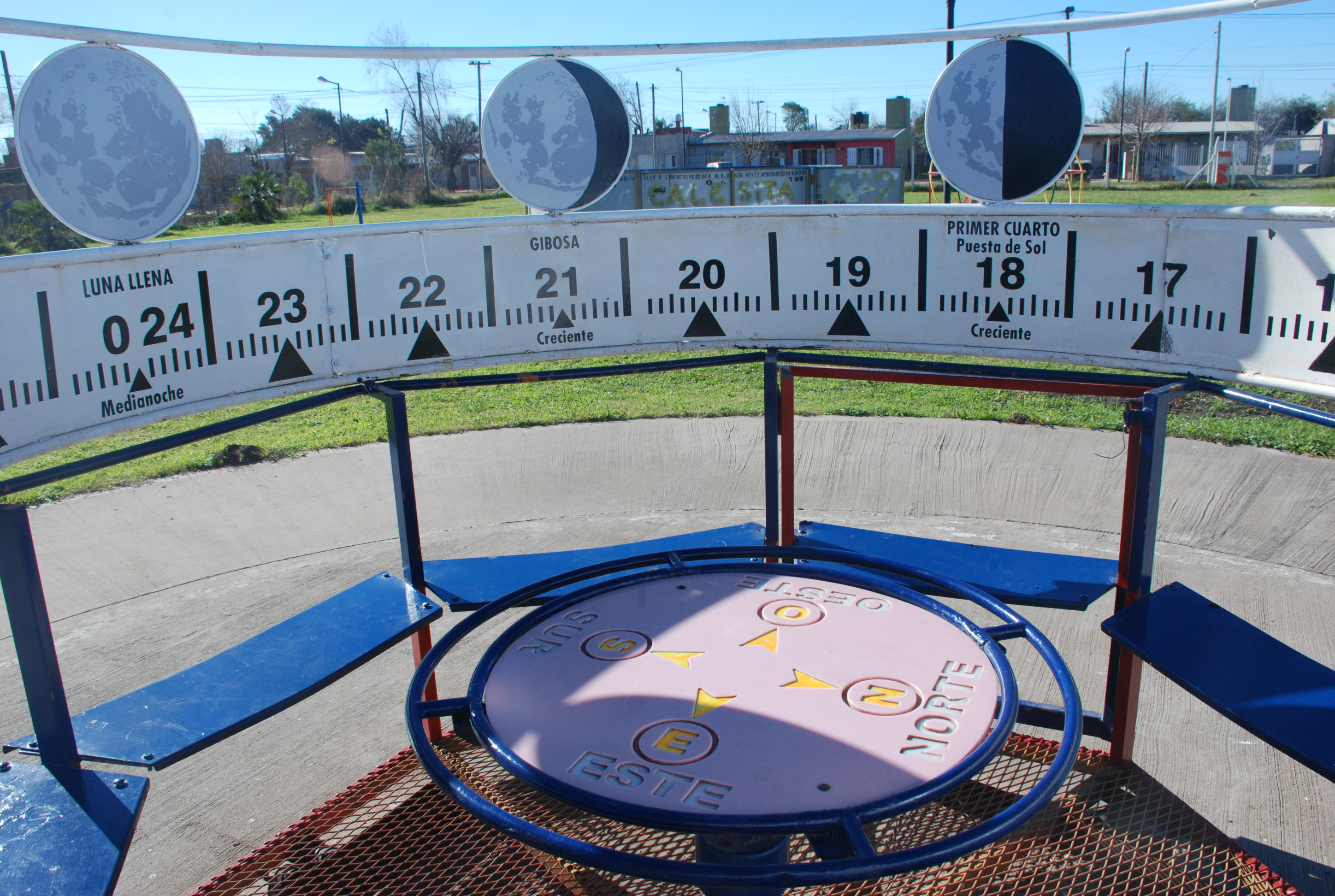
Interior de la calesita Lunar

Al oeste está la Calesita Lunar, juego que permite identificar y predecir las fases de la Luna, para cualquier fecha, determinar la hora aproximada, y saber los horarios de salida, culminación y puesta de la Luna.

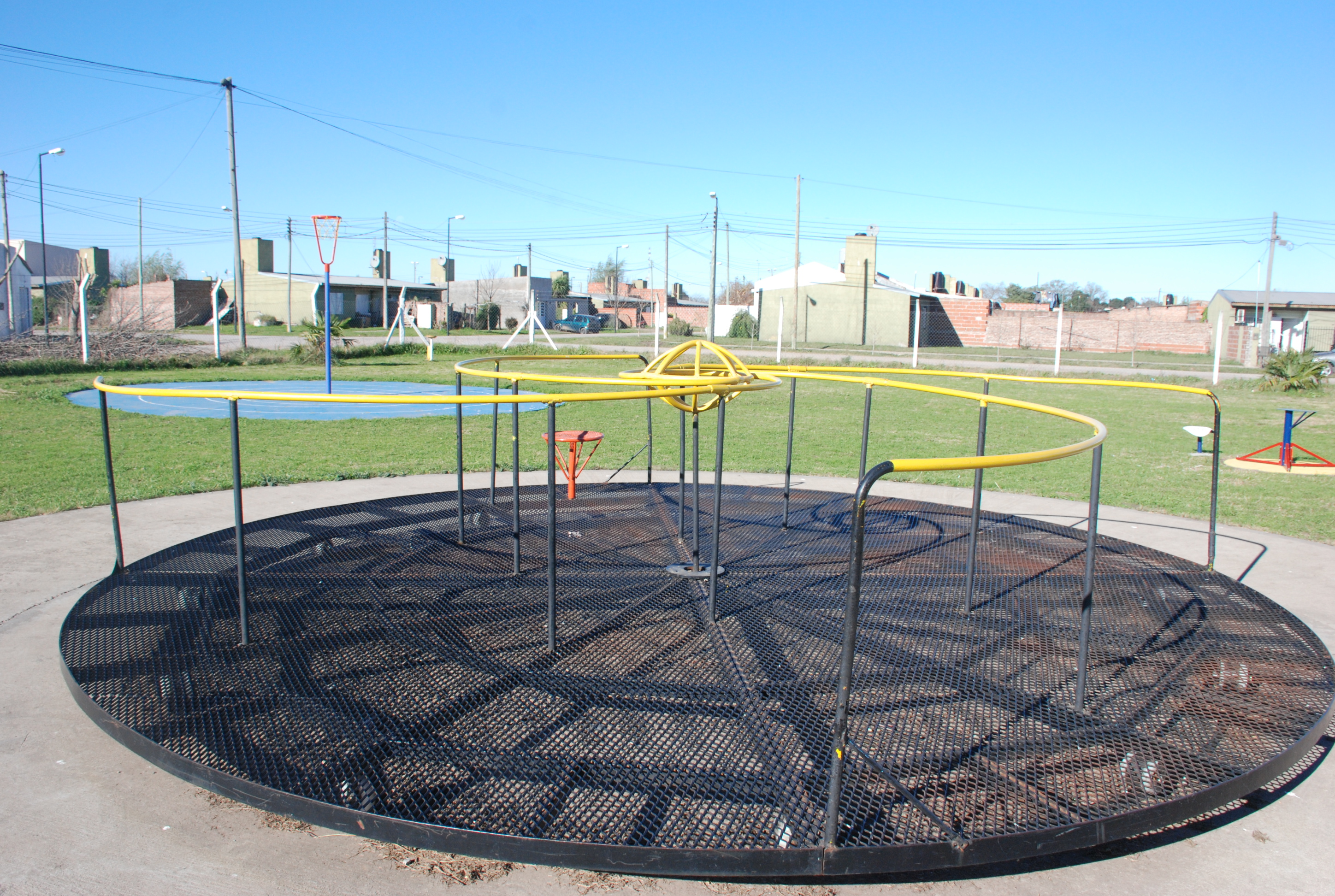
Calesita de la Vía Láctea

Al este la Calesita de la Vía Láctea es la más grande del parque y su objetivo es el de mostrar en forma aproximada la dinámica del patrón espiral de una galaxia espiral, con el fin específico de hacer evidente que el movimiento de los brazos no es análogo al de un torbellino (el patrón galáctico no se enrosca ni se desenrosca), sino que esa estructura gira como un cuerpo rígido superpuesto al conjunto de estrellas en forma de disco que integran la galaxia. El centro de la calesita corresponde al núcleo galáctico, los "brazos" espirales corresponden a los apoyamanos y el único asiento ubica a nuestro sistema solar dentro de la galaxia.
Por fuera de los caminos principales y orientados del parque aparecen estaciones que facilitan el aprendizaje de temas básicos de astronomía:

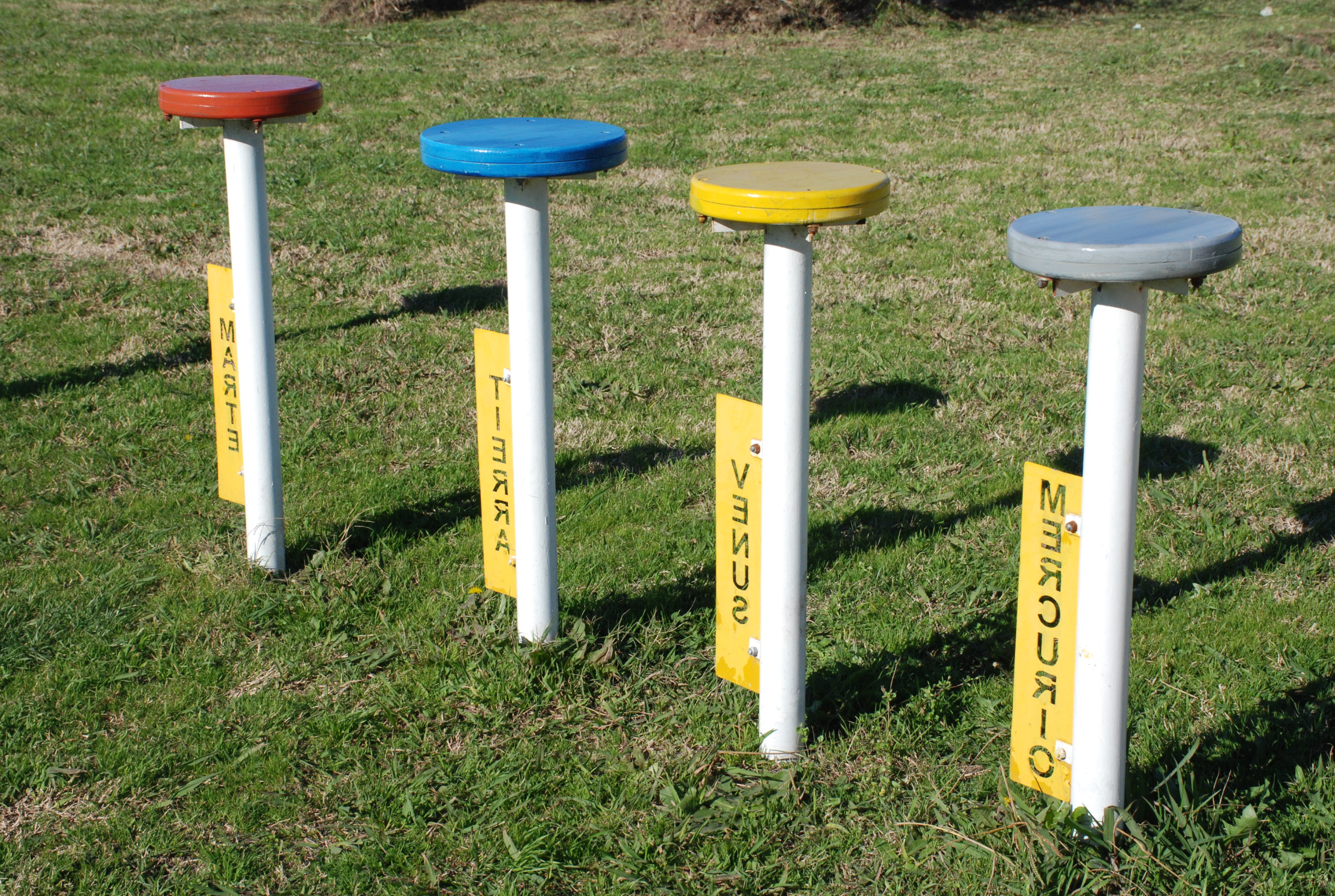
escala planetaria

A la derecha del playón de entrada, casi paralelos a la calle lateral se encuentran dos estaciones que revisan contenidos sobre nuestro sistema solar:
- Escala Planetaria: La escala es una herramienta fundamental a la hora de representar objetos demasiado grandes (o demasiado pequeños). Las distancias entre los cuerpos del sistema solar, comparadas con sus tamaños, son realmente abrumadoras. Se propone partir del Sol e ir saltando los planetas hasta llegar a los confines del sistema solar, notando los cambios de distancia entre salto y salto.
- Rayuela planetaria: reemplazando el cielo por el Sol y los números por planetas, permite recorrer nuestro sistema solar, distinguir entre planetas y planetas enanos, identificar nombres y colores característicos de cada componente, etc.

Otros de los juegos son:

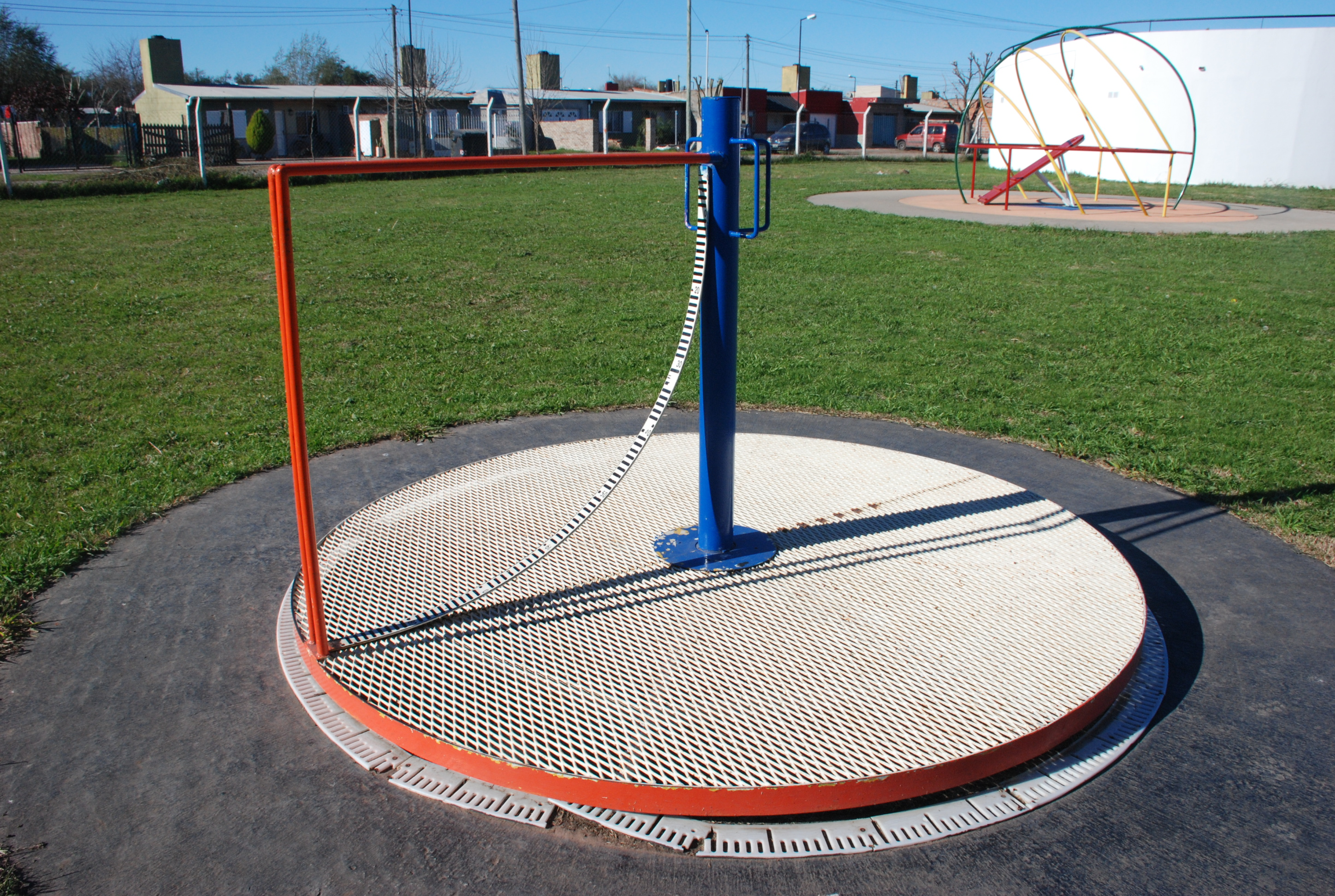
Plintio móvil

- el Plintio móvil: Ptolomeo (siglo II de nuestra era) describió un instrumento que permite medir la altura del Sol al mediodía y determinar solsticios y equinoccios. La calesita basada en este artefacto, permite además al usuario medir las coordenadas horizontales del Sol en cualquier momento del día, permitiendo verificar entre otras cosas que el Sol solo levanta por el este durante los equinoccios, y lo hace más al norte en invierno y más al sur en verano. La calesita usada como instrumento de observación permite comprobar los cambios de altura del sol a mediodía a lo largo del año y los cambios de altura a lo largo de un día.
- La calesita de la Tierra: Se trata de un juego individual basado en el giroscopio, permite el estudio de los movimientos de rotación y traslación de la tierra así como planetas y objetos en el espacio.
- La calesita de los asteroides: El cinturón de asteroides es una región del Sistema solar comprendida aproximadamente entre las órbitas de Marte y Júpiter. Alberga multitud de objetos irregulares denominados asteroides que pueden girar en una u otra dirección en torno al Sol. La calesita da la oportunidad de experimentar el movimiento de traslación.